# Йезуитски мисии в Парагвай
Йезуитските мисии в Парагвай са католически мисии на територията на днешната държава Парагвай, създадени в началото на ХVІІ век от Ордена на йезуитите в райони, населени от индианците гуарани.
Тези мисии се отличават от мисиите в други райони по това, че не се опитват да наложат на индианците европейския начин на живот, а само да ги покръстят в християнската вяра. Под ръководството на йезуитите индианците постигат своеобразна автономия в рамките на Испанската и Португалската колониални империи. Индианският труд в мисиите бил ефективен и икономически успешен. Когато възниква заплаха от нападания на роботърговци, индианците създават въоръжено опълчение за защита. Съпротивата срещу търговците на роби, а също високата степен на независимост и постигнатия икономически успех, са сред основните причини за изгонването на йезуитите от Новия Свят през 1767 г. и разрушаването на мисиите им.

## История
През 1608 г. испанските йезуити основават на територията на съвременен Парагвай своите първи поселища и мисии. Йезуитите успяват да покръстят и да цивилозоват в значителна степен повече от 170 000 индианци. Новопокръстените християни стават уседнали заселници и започват да се занимават със земеделие и скотовъдство. Йезуитите внасят нови агротехнически култури и познания, обучават индианците на различни занаяти, предават им нова духовна култура, организират музикални и певчески хорове и оркестри, научават ги да правят музикални инструменти, да ваят статуи и да строят. Индианците работят в различни работилници и успяват да построят храмове и постройки, които са забележителни образци на архитектурното изкуство.
Във всяко поселище има свещеник – йезуит, с викарий, който изпълнява не само духовните си задължения но и задълженията на ръководител на местната администрация, макар и формално индианците да имали свои вождове – касици. Всички работи на плантациите и в строителството се изпълняват от индианците под надзора на йезуитите. Основен език в йезуитските мисии и поселища е гуарани – езика на местните индианци, едва в средата на XVIII век той постепенно започва да се измества от испанския, с нарастване броя на метисите. Индианците се отнасят враждебно към всички чуждоземци, и даже към испанците, които не принадлежали към Йезуитския орден.
Йезуитите имат постоянни конфликти с гражданските власти на колониите, но фактически били почти напълно независими от метрополията. Още по-голяма самостоятелност те постигат през 1726 г., когато е издаден кралски декрет, по силата на който техните поселища, са иззети от подчинеността си на местните парагвайски власти и предадени под юрисдикцията на отдалечения вицекрал на Вицекралство Рио де ла Плата. През 1750 г. Испания и Португалия сключват т.нар. Мадридски договор, по силата на който 7 йезуитски поселения, в това число и Асунсион преминават под португалско владение. Йезуитите отказват да се подчинят на това решение. Избухва кръвопролитна война, продължила 4 години (1754—1758), и завършила с победа на испано-португалските войски. След войната следва пълно изгонване на йезуитите от всички испански владения в Америка през 1768. Техните многочислени и богати мисии постепенно западат; гуараните изпадат в бедност и лишения, изоставят мисиите и се завръщат към стария си начин на живот в горите.

## Йезуитски мисии в Парагвай – обекти на Световното културно наследство
| # | Изображение | Название                                                                           | Местоположение               | Време на създаване | Година на включване | №   | Критерий |
| - | ----------- | ---------------------------------------------------------------------------------- | ---------------------------- | ------------------ | ------------------- | --- | -------- |
| 1 |             | Мисия „Сантисима Тринидад дел Парана“ (на испански: Santísima Trinidad del Paraná) | департамент Итапуа, Парагвай | XVII – XVIII век   | 1993                | 648 | iv       |
| 2 |             | Мисия „Хесус де Таварангуе“ (на испански: Misión jesuítica de Jesús de Tavarangué) | департамент Итапуа, Парагвай | XVII – XVIII век   | 1993                | 648 | iv       |